# 蓑衣

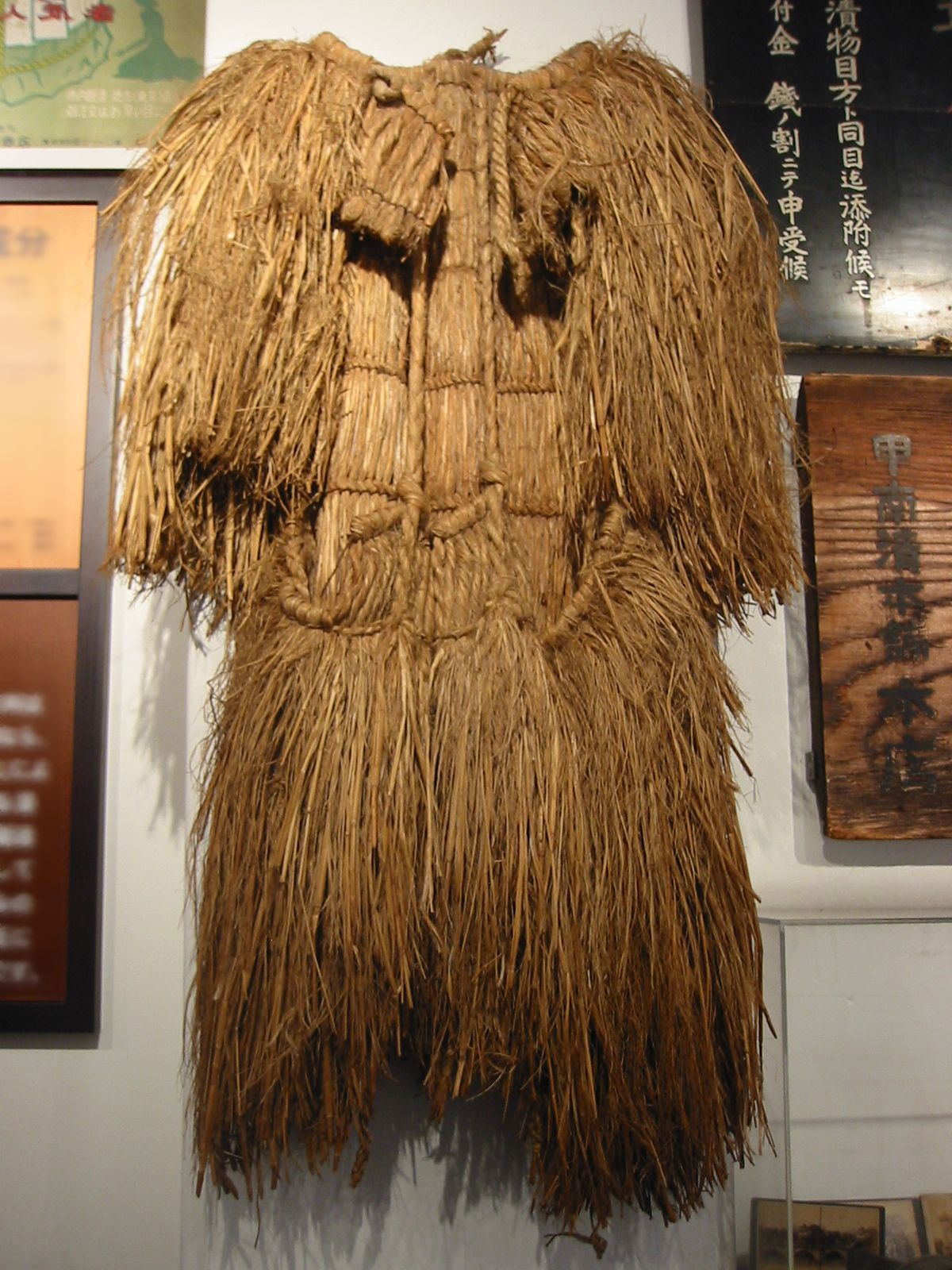
蓑衣

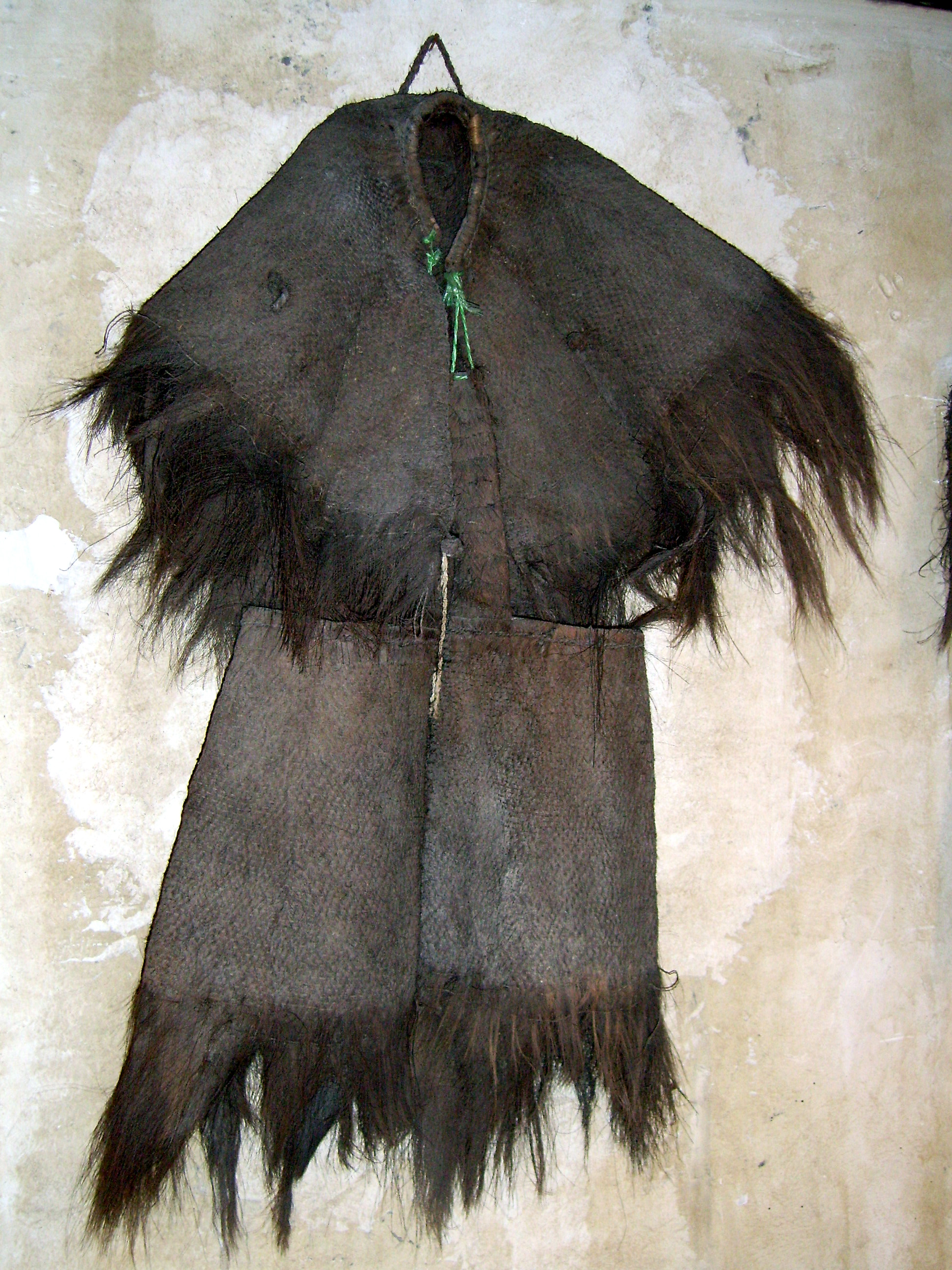
棕蓑

蓑衣、襏襫是在江南、台灣、越南、日本、朝鮮半島等地农村一种广泛使用的雨具。主要由棕榈的纤维做成，或以禾本科植物如葭菼（山茅草）或香附的藁製作。現在大部分地區已經以雨衣取代其功能。台灣使用山棕(Trachycarpus fortunei (Hook.) H. Wendl.) 纖維製作蓑衣稱為棕蓑。

## 延伸阅读
[在维基数据编辑]
 《欽定古今圖書集成·經濟彙編·禮儀典·蓑衣部》，出自陈梦雷《古今圖書集成》